# 楠本線料金所
楠本線料金所（くすのきほんせんりょうきんじょ）は、愛知県名古屋市北区五反田町にある名古屋高速道路1号楠線の本線料金所。

## 概要
料金所は南行（都心環状線方面）のみ設置されている。11号小牧線と名古屋第二環状自動車道（名二環）直通車の料金収受を行う本線集約料金所である。
かつては楠入口の料金収受も行っていたが、11号小牧線の開通以降、特に朝夕の混雑時に料金所エリアと国道41号大我麻町交差点付近に入場待ちの車が列を成して危険であったことから、本線と入口の料金所を分離した。入口はオンランプ上に専用ブースを設け、本線料金所の1車線を通過車線とした。一方、本線料金所は1ブース増設され、本線専用とされた。2002年11月から供用している。

## 料金所

### 都心環状方面
- レーン数：5[1]
  - ETC専用：2
  - 一般：2
  - 一般（休止中）:1

## 隣
名古屋高速1号楠線
(102,103,112,113)黒川出入口 - 楠TB - (104,114)楠出入口